# Ácidos en el vino

El ácido málico y tartárico son los ácidos primarios en las uvas de vinificación.

Los ácidos en el vino son un componente importante tanto en la elaboración del vino como en el producto terminado del vino. Están presentes tanto en la uva como en el vino, influyendo directamente en el color, equilibrio y sabor del vino, así como en el crecimiento y vitalidad de la levadura durante la fermentación y protegiendo el vino de las bacterias. La medida de la cantidad de acidez en el vino se conoce como "acidez titulable" o "acidez total", que se refiere a la prueba que arroja el total de todos los ácidos presentes, mientras que el grado de acidez se indica con el pH, la mayoría de los vinos  tienen un pH entre 2.9 y 3.9. Generalmente, cuanto menor es el PH, mayor es la acidez del vino. Sin embargo, no existe una conexión directa entre la acidez total y el PH (es posible encontrar vinos con un PH alto para el vino y una alta acidez). En la cata de vinos, el término "acidez" se refiere a los atributos frescos, agrios y ácidos del vino que se evalúan en relación con qué tan bien la acidez equilibra los componentes dulces y amargos del vino, como los taninos. En las uvas de vinificación se encuentran tres ácidos primarios: ácido tartárico, málico y cítrico. Durante el transcurso de la vinificación y en los vinos terminados, los ácidos acético, butírico, láctico y succínico pueden jugar un papel importante. La mayoría de los ácidos involucrados con el vino son ácidos fijos con la notable excepción del ácido acético, que se encuentra principalmente en el vinagre, que es volátil y puede contribuir a la falla del vino conocida como acidez volátil. A veces, en la vinificación se utilizan ácidos adicionales, como los ácidos ascórbico, sórbico y sulfuroso.

## Ácido tartárico

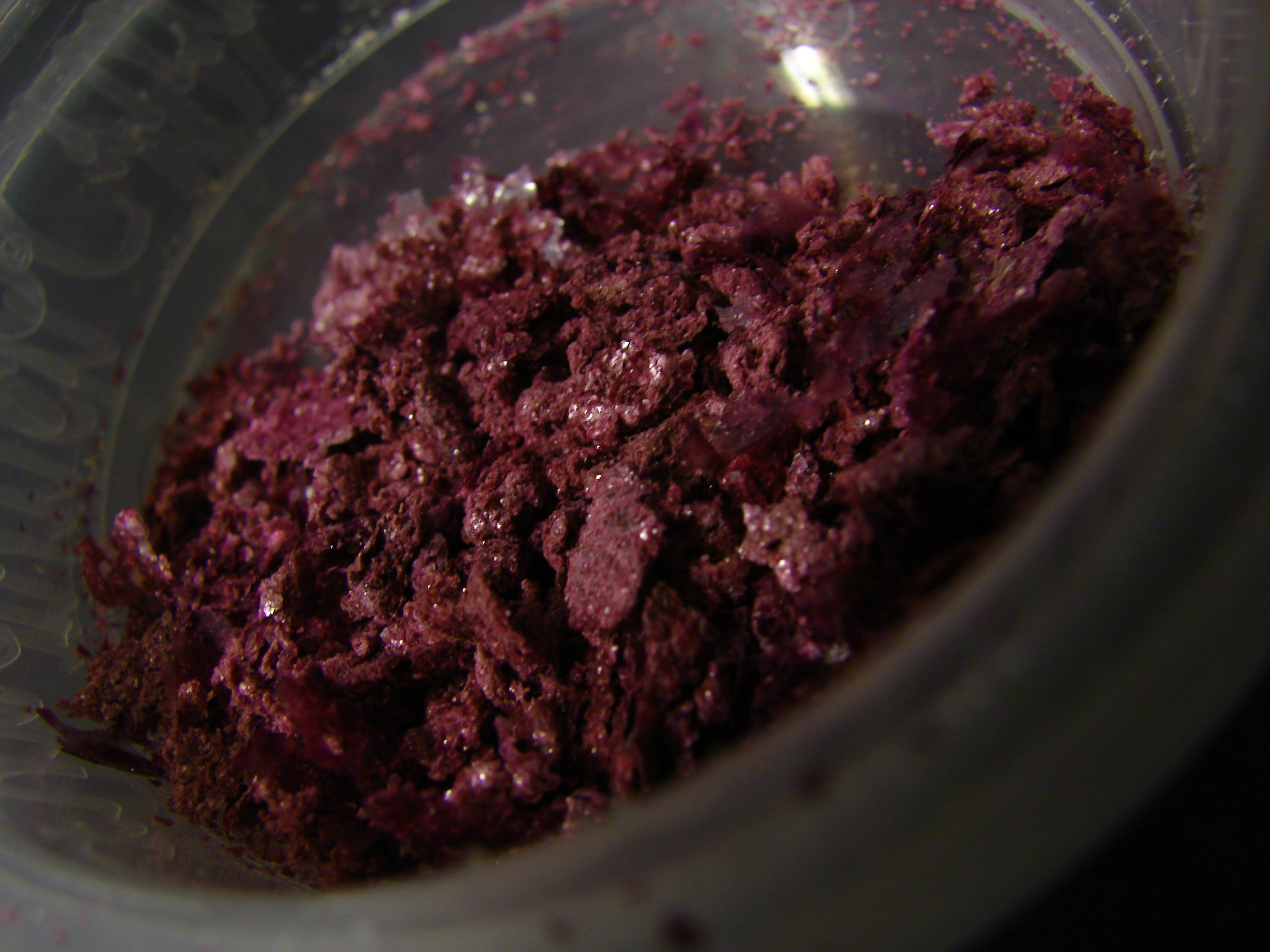
Aunque normalmente son transparentes, los cristales tartáricos (en la foto) se pueden teñir del color del vino en el que se han saturado.

El ácido tartárico es, desde una perspectiva enológica, el más importante en el vino debido al papel destacado que desempeña en el mantenimiento de la estabilidad química del vino y su color y, finalmente por influir en el sabor del vino terminado. En la mayoría de las plantas, este ácido orgánico es raro, pero se encuentra en concentraciones significativas en las vides. Junto con el ácido málico y, en menor medida, el ácido cítrico, el tartárico es uno de los ácidos fijos que se encuentran en las uvas de vinificación. La concentración varía según la variedad de uva y el contenido de suelo del viñedo. Algunas variedades, como Palomino, están naturalmente dispuestas a tener altos niveles de ácido tartárico, mientras que Malbec y Pinot noir generalmente tienen niveles más bajos. Durante la floración, se concentran altos niveles de ácido tartárico en las flores de la uva y luego en las bayas jóvenes. A medida que la vid madura, el tartárico no se metaboliza a través de la respiración como el ácido málico, por lo que los niveles de ácido tartárico en las vides permanecen relativamente constantes durante todo el proceso de maduración.
Menos de la mitad del ácido tartárico que se encuentra en las uvas es independiente, y la mayor parte de la concentración está presente como sal ácida de potasio. Durante la fermentación, estos tartratos se unen con las lías, restos de pulpa y taninos y pigmentos precipitados. Si bien existe cierta variación entre las variedades de uva y las regiones vinícolas, generalmente aproximadamente la mitad de los depósitos son solubles en la mezcla alcohólica del vino. La cristalización de estos tartratos puede ocurrir en momentos impredecibles, y en una botella de vino puede aparecer como un cristal roto, aunque en realidad son inofensivos. Los enólogos a menudo someten el vino a estabilización en frío, donde se expone a temperaturas bajo cero para estimular la cristalización y precipitación de los tartratos del vino, o electrodiálisis que elimina los tartratos a través de un proceso de membrana.

## Ácido málico

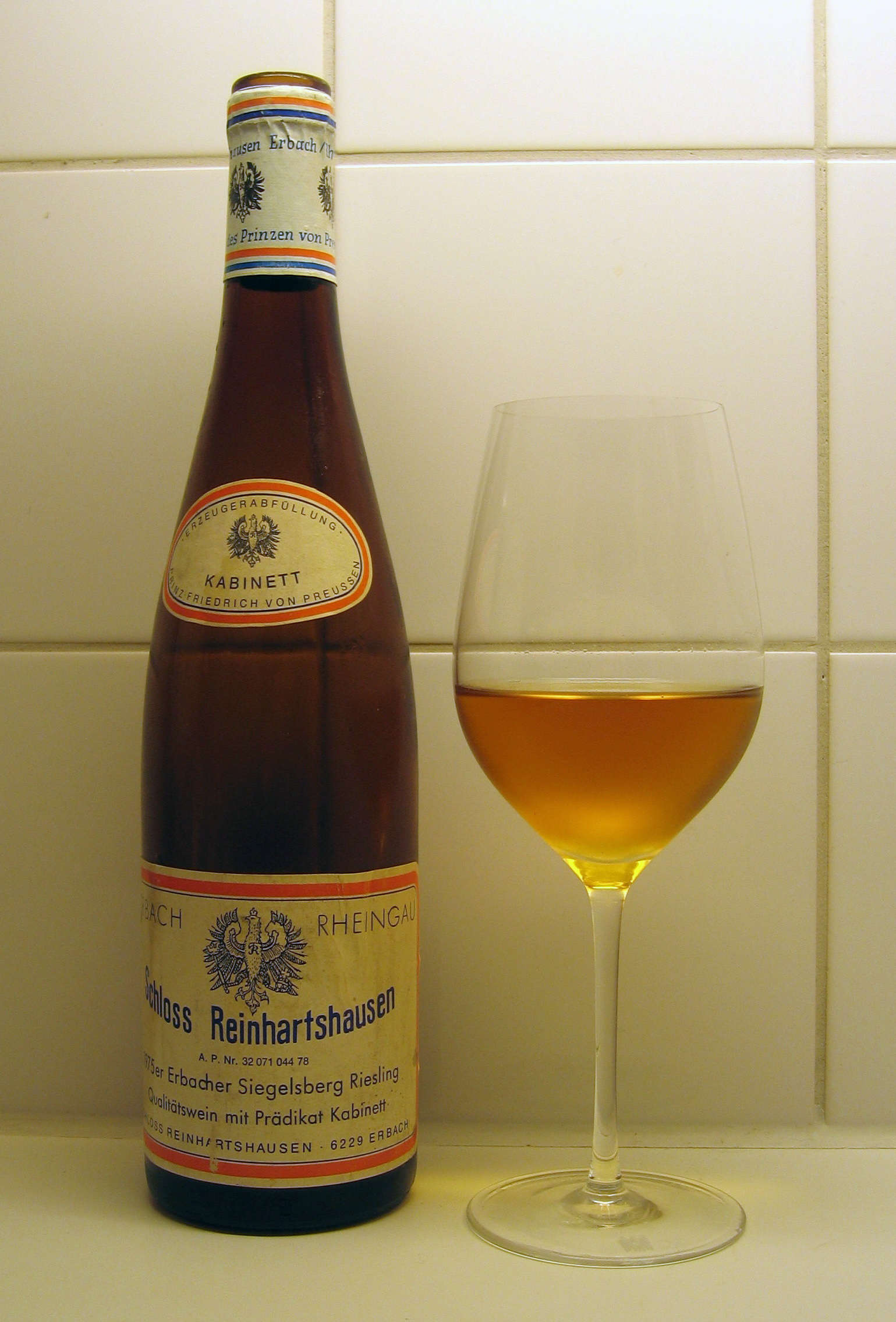
El Riesling de regiones vinícolas de clima frío, como Rheingau en Alemania, tiene más notas de ácido málico y manzana verde que los vinos de regiones más cálidas.

El ácido málico, junto con el ácido tartárico, es uno de los principales ácidos orgánicos que se encuentran en las uvas de vinificación. Se encuentra en casi todas las plantas de frutas y bayas, pero se asocia con mayor frecuencia con manzanas verdes (inmaduras), el sabor que proyecta más fácilmente en el vino. Su nombre proviene del latín malum que significa "manzana". En la vid, el ácido málico está involucrado en varios procesos que son esenciales para la salud y sostenibilidad de la vid. Su estructura química le permite participar en reacciones enzimáticas que transportan energía por toda la vid. Su concentración varía según la variedad de uva, siendo algunas variedades, como Barbera, Cariñena y Silvaner, naturalmente dispuestas a niveles elevados. Los niveles de ácido málico en las uvas alcanzan su punto máximo justo antes del envero, cuando se pueden encontrar en concentraciones tan altas como 20 g/l. A medida que la vid avanza a través de la etapa de maduración, el ácido málico se metaboliza en el proceso de respiración y, para la cosecha, su concentración puede ser tan baja como 1 a 9 g/l. La pérdida respiratoria de ácido málico es más pronunciada en climas cálidos. Cuando todo el ácido málico se agota en la uva, se considera que está "demasiado madura" o senescente. Los enólogos deben compensar esta pérdida agregando ácido extraño en la bodega en un proceso conocido como acidificación.
El ácido málico se puede reducir aún más durante el proceso de vinificación mediante la fermentación maloláctica o FML. En este proceso, las bacterias convierten el ácido málico más fuerte en ácido láctico más suave; formalmente, el ácido málico es poliprótico (aporta múltiples protones, aquí dos), mientras que el ácido láctico es monoprótico (aporta un protón) y, por tanto, tiene sólo la mitad del efecto sobre la acidez (PH); Además, la primera constante de acidez (pKa) del ácido málico (3.4 a temperatura ambiente) es menor que la constante de acidez (única) del ácido láctico (3.86 a temperatura ambiente), lo que indica una acidez más fuerte. Por lo tanto, después de la FML, el vino tiene un pH más alto (menos ácido) y una sensación en boca diferente.
Las bacterias detrás de este proceso se pueden encontrar de forma natural en la bodega, en las tonelerías, que fabrican barricas de roble que albergarán una población de bacterias o pueden ser introducidas por el enólogo con un ejemplar cultivado. Para algunos vinos, la conversión del málico en ácido láctico puede ser beneficiosa, especialmente si el vino tiene niveles excesivos de ácido málico. Para otros vinos, como Chenin blanc y Riesling, produce sabores desagradables en el vino (como el olor a mantequilla del diacetilo) que no serían atractivos para esa variedad. En general, los vinos tintos se someten a FML con más frecuencia que los blancos, lo que significa una mayor probabilidad de encontrar ácido málico en los vinos blancos (aunque a menudo se someten a FML excepciones notables, como el Chardonnay de roble).

## Ácido láctico

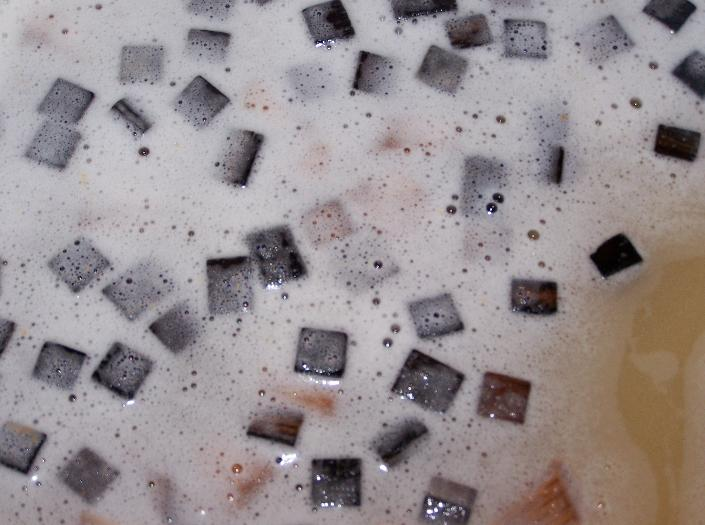
El Chardonnay a menudo se somete a fermentación maloláctica cuando se está encina, como a través de virutas de roble como se muestra en la imagen. El ácido láctico más suave y lechoso ayuda a contribuir a una sensación en boca más cremosa en el vino.

Un ácido mucho más suave que el tartárico y el málico, el ácido láctico a menudo se asocia con sabores "lechosos" en el vino y es el ácido principal del yogur y el chucrut. Se produce durante la vinificación por bacterias del ácido láctico (BAL), que incluye tres géneros: Oenococcus, Pediococcus y Lactobacillus. Estas bacterias convierten tanto el azúcar como el ácido málico en ácido láctico, este último a través de FML. Este proceso puede ser beneficioso para algunos vinos, agregando complejidad y suavizando la dureza de la acidez málica, pero puede generar sabores desagradables y turbidez en otros. Algunas cepas de BAL pueden producir aminas biogénicas, como histamina, tiramina y putrescina, que pueden ser una causa de dolores de cabeza por vino tinto en algunos bebedores de vino. Los enólogos que deseen controlar o prevenir la FML pueden usar dióxido de azufre para aturdir a las bacterias. Trasvasar el vino rápidamente de sus lías también ayudará a controlar las bacterias, ya que las lías son una fuente de alimento vital para ellas. Los enólogos también deben tener mucho cuidado con los barriles de vino y los equipos de vinificación a los que está expuesto el vino, debido a la capacidad de las bacterias para incrustarse profundamente en las fibras de la madera. Una barrica de vino que ha completado una fermentación maloláctica con éxito casi siempre inducirá FML en todos los vinos almacenados en ella a partir de ese momento.

## Ácido cítrico
Si bien el ácido cítrico es muy común en frutas cítricas, como las limas, el ácido cítrico se encuentra solo en cantidades muy pequeñas en las uvas de vino. A menudo tiene una concentración de aproximadamente 1/20 de la del ácido tartárico. El ácido cítrico que se encuentra más comúnmente en el vino son los suplementos ácidos producidos comercialmente derivados de la fermentación de soluciones de sacarosa. Los enólogos pueden utilizar estos suplementos económicos en la acidificación para aumentar la acidez total del vino. Se usa con menos frecuencia que el tartárico y el málico debido a los agresivos sabores cítricos que puede agregar al vino. Cuando se agrega ácido cítrico, siempre se hace después de que se haya completado la fermentación del alcohol primario debido a la tendencia de la levadura a convertir el cítrico en ácido acético. En la Unión Europea, el uso de ácido cítrico para la acidificación está prohibido, pero se permite el uso limitado de ácido cítrico para eliminar el exceso de hierro y cobre del vino si no se dispone de ferrocianuro de potasio.

## Otros ácidos
El ácido acético es un ácido orgánico de dos carbonos que se produce en el vino durante o después del período de fermentación. Es el más volátil de los ácidos primarios asociados con el vino y es responsable del sabor amargo del vinagre. Durante la fermentación, la actividad de las células de levadura produce naturalmente una pequeña cantidad de ácido acético. Si el vino se expone al oxígeno, la bacteria Acetobacter convertirá el etanol en ácido acético. Este proceso se conoce como la "acetificación" del vino y es el proceso principal detrás de la degradación del vino en vinagre. Una cantidad excesiva de ácido acético también se considera un defecto del vino. La sensibilidad de un catador al ácido acético variará, pero la mayoría de las personas pueden detectar cantidades excesivas de alrededor de 600 mg/l.
El ácido ascórbico, también conocido como vitamina C, se encuentra en las uvas de vino jóvenes antes del envero, pero se pierde rápidamente durante el proceso de maduración. En la elaboración del vino, se utiliza con dióxido de azufre como antioxidante, a menudo añadido durante el proceso de embotellado de los vinos blancos. En la Unión Europea, el uso de ácido ascórbico como aditivo está limitado a 150 mg/l.

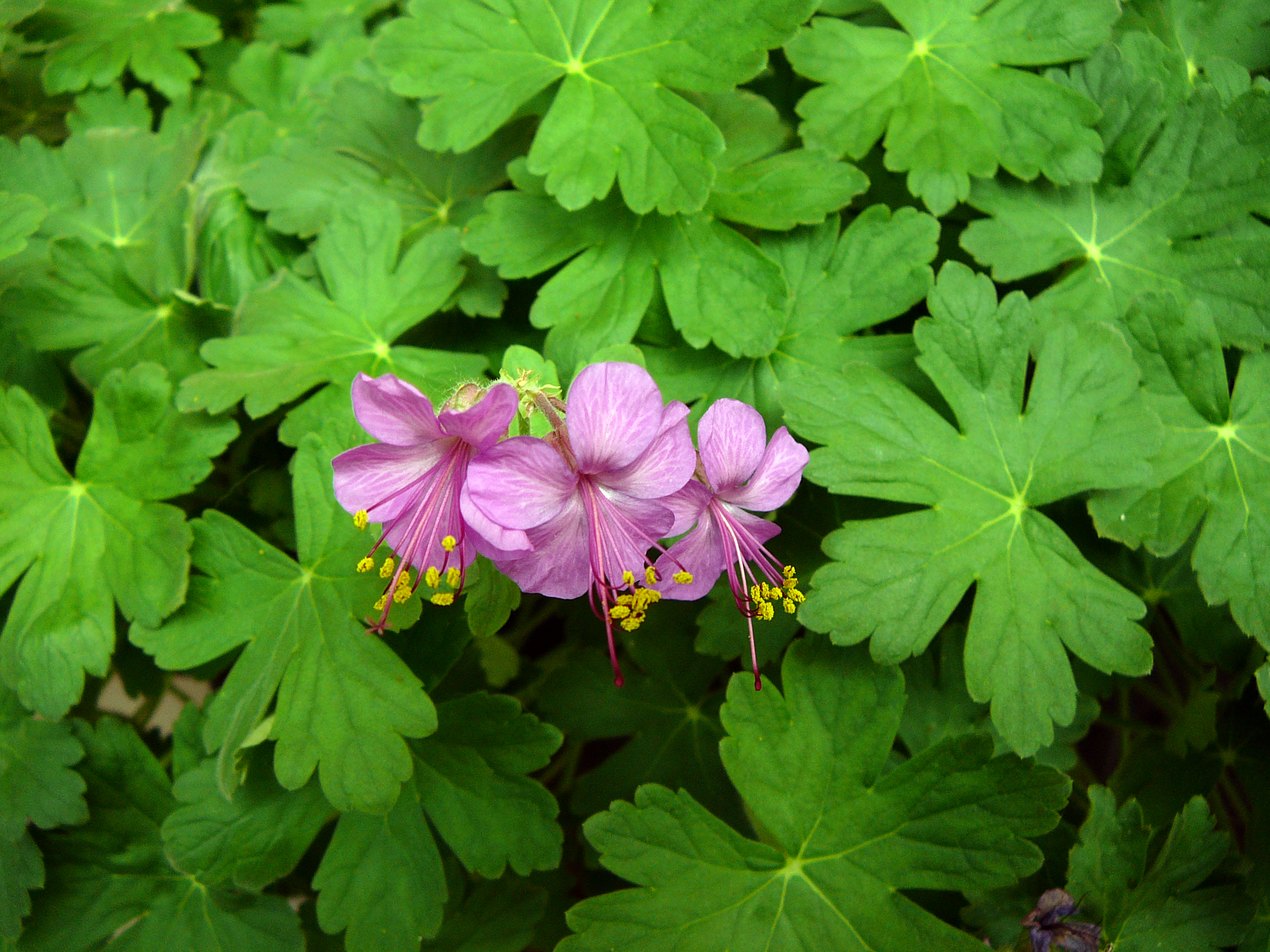
El olor a hojas de geranio de Pelargonium trituradas es una señal de que un vino tiene una falla de vino derivada del ácido sórbico.

El ácido butírico es una falla del vino inducida por bacterias que puede hacer que un vino huela a camembert en mal estado o mantequilla rancia.
El ácido sórbico es un aditivo enológico que se utiliza a menudo en vinos dulces como conservante contra el crecimiento de hongos, bacterias y levaduras. A diferencia del dióxido de azufre, no obstaculiza el crecimiento de las bacterias del ácido láctico. En la Unión Europea, la cantidad de ácido sórbico que se puede agregar es limitada: no más de 200 mg/l. La mayoría de los seres humanos tienen un umbral de detección de 135 mg/l, y algunos tienen una sensibilidad para detectar su presencia a 50 mg/l. El ácido sórbico puede producir sabores y aromas desagradables que pueden describirse como "rancios". Cuando las bacterias del ácido láctico metabolizan los sorbatos en el vino, se crea una falla en el vino que es más reconocible por el aroma de hojas de geranio de Pelargonium trituradas.
El ácido succínico se encuentra más comúnmente en el vino, pero también puede estar presente en pequeñas cantidades en las uvas maduras. Si bien la concentración varía entre las variedades de uva, generalmente se encuentra en niveles más altos con las uvas de vino tinto. El ácido se crea como un subproducto de la metabolización del nitrógeno por las células de levadura durante la fermentación. La combinación de ácido succínico con una molécula de etanol creará el éster monoetil succinato responsable de un suave aroma frutal en los vinos.

## En vinificación

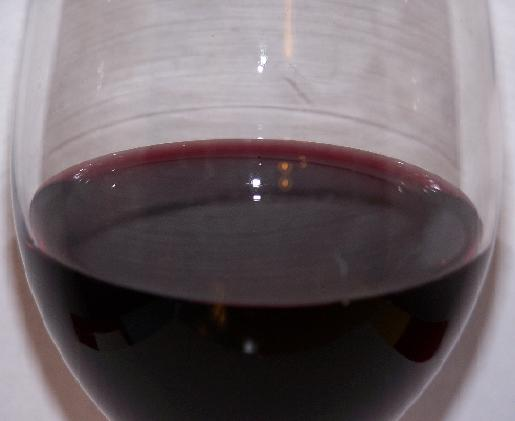
Un vino con pH alto y baja acidez como Carmenere (en la foto) tendrá notas de color más azuladas que un vino con alta acidez.

La acidez es mayor en las uvas de vinificación justo antes del inicio del envero, que marca el comienzo del período de maduración del ciclo anual de las vides. A medida que maduran las uvas, aumentan sus niveles de azúcar y disminuyen sus niveles de acidez. A través del proceso de respiración, el ácido málico es metabolizado por la vid. Las uvas de las regiones vinícolas de clima más fresco generalmente tienen niveles más altos de acidez debido al proceso de maduración más lento. El nivel de acidez aún presente en la uva es una consideración importante para los enólogos al decidir cuándo comenzar la cosecha. Para vinos como Champán y otros vinos espumosos, tener altos niveles de acidez es aún más vital para el proceso de vinificación, por lo que las uvas a menudo se recolectan poco maduras y con niveles más altos de ácido.
En el proceso de elaboración del vino, los ácidos ayudan a mejorar la eficacia del dióxido de azufre para proteger los vinos del deterioro y también pueden proteger el vino de las bacterias debido a la incapacidad de la mayoría de las bacterias para sobrevivir en soluciones de PH bajo. Dos notables excepciones a esto son Acetobacter y las bacterias del ácido láctico. En los vinos tintos, la acidez ayuda a conservar y estabilizar el color del vino. La ionización de las antocianinas se ve afectada por el PH, por lo que los vinos con un PH más bajo (como los vinos a base de Sangiovese) tienen colores más rojos y estables. Los vinos con PH más alto (como los vinos a base de Syrah) tienen niveles más altos de pigmentos azules menos estables, que eventualmente adquieren un tono gris fangoso. Estos vinos también pueden desarrollar un tinte pardusco. En los vinos blancos, un PH más alto (menor acidez) hace que los compuestos fenólicos del vino se oscurezcan y eventualmente se polimericen como depósitos marrones.
Los enólogos a veces agregan ácidos al vino (acidificación) para hacer que el vino sea más ácido, más comúnmente en regiones de clima cálido donde las uvas a menudo se cosechan en etapas avanzadas de madurez con altos niveles de azúcares, pero niveles muy bajos de ácido. El ácido tartárico se agrega con mayor frecuencia, pero los enólogos a veces agregan ácido cítrico o málico. Los ácidos se pueden agregar antes o después de la fermentación primaria. Se pueden agregar durante la mezcla o el envejecimiento, pero el aumento de la acidez será más notorio para los catadores de vino si se agregan en este punto.

## En cata de vinos
La acidez del vino es un componente importante en la calidad y el sabor del vino. Agrega nitidez a los sabores y se detecta más fácilmente por una sensación de picazón en los lados de la lengua y un regusto apetitoso. De particular importancia es el equilibrio de la acidez frente al dulzor del vino (el azúcar residual sobrante) y los componentes más amargos del vino (sobre todo los taninos, pero también incluye otros compuestos fenólicos). Un vino con demasiada acidez tendrá un sabor excesivamente ácido y picante. Un vino con muy poca acidez tendrá un sabor flácido y plano, con sabores menos definidos.